# 丹尼爾斯凱爾
丹尼爾斯凱爾是南非的城鎮，位於該國北部，由北開普省負責管轄，距離波斯特馬斯堡72公里，面積22.12平方公里，2001年人口6,730，人口密度每平方公里約300人。